# 蒙特勒伊 (厄尔-卢瓦省)
蒙特勒伊（法語：Montreuil，法語發音：[mɔ̃tʁœj] ⓘ）是法国厄尔-卢瓦省的一个市镇，属于德勒区。

## 地理
蒙特勒伊（48°46'36"N, 1°22'10"E）面积6.21 平方千米，位于法国中央-卢瓦尔河谷大区厄尔-卢瓦省，该省份为法国北部内陆省份，北起顺时针与厄尔省、伊夫林省、埃松省、卢瓦雷省、卢瓦-谢尔省、萨尔特省和奧恩省接壤。
与蒙特勒伊接壤的市镇（或旧市镇、城区）包括：谢里西、德勒。

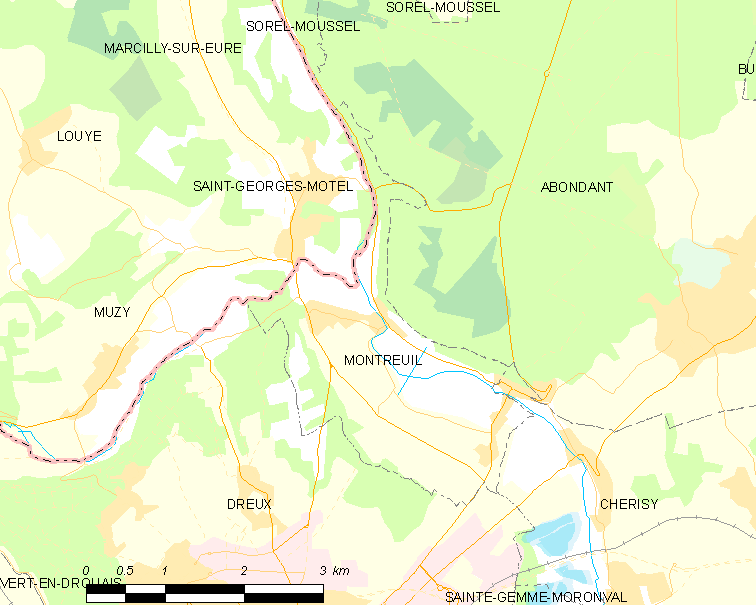
的OSM定位图

蒙特勒伊的时区为UTC+01:00、UTC+02:00（夏令时）。

## 行政
蒙特勒伊的邮政编码为28500，INSEE市镇编码为28267。

## 政治
蒙特勒伊所属的省级选区为阿内特县。

## 人口

1962-2008年间人口变化图示

蒙特勒伊于2022年1月1日时的人口数量为530人。